# Nyárszeg
Nyárszeg (Miersig), település Romániában, a Partiumban, Bihar megyében

## Fekvése
Az alföldi síkság szélén, a Vále nevű patak mellett, Nagyváradtól délnyugatra, Váradles, Biharhosszúaszó, Mezőbikács és Székelytelek közt fekvő település.

## Története
Nyárszeg nevét 1337-ben Nycolaus sacerdos de v. Narzeg néven említette először oklevél.
1415-ben Nyarszegh, 1692-ben Nyár Szegh, 1808-ban Nyárszeg néven írták.
A pápai tizedjegyzék szerint 1337-ben papja 10 garas pápai
tizedet fizetett.
1374-től a váradi káptalan birtoka volt.
1851-ben Fényes Elek írta a településről:
Bihar vármegyében, egy kis dombon, 650 óhitű lakossal, és anyatemplommal. Határa 2790 hold, ... Birja a váradi deák káptalan.
1910-ben 943 lakosából 63 magyar, 872 román volt. Ebből 30 római katolikus, 876 görögkeleti ortodox, 24 izraelita volt.
A trianoni békeszerződés előtt Bihar vármegye Cséffai járásához tartozott.

## Nevezetességek
- Görögkeleti temploma - 1858-ban épült.